# 奇萊孔弄蝶
奇萊孔弄蝶（学名：Zinaida kiraizana），又名奇萊褐弄蝶、奇萊山褐翅挵蝶、奇萊山褐挵蝶、黑標孔弄蝶，为弄蝶科Zinaida下的一个种。